# Bengtsfors köping
Denna artikel handlar om den tidigare kommunen Bengtsfors köping. För orten se Bengtsfors, för dagens kommun, se Bengtsfors kommun.
Bengtsfors köping var en tidigare kommun och köping i Älvsborgs län.

## Administrativ historik
Bengtsfors köping bildades 1 januari 1926 (enligt beslut den 27 mars 1925) genom en utbrytning av Bengtsfors stationssamhälle (bestående av delar av hemmanen Grean norra, Huvudgingen och Sidan södra) ur Ärtemarks landskommun. Den nya köpingen omfattade en areal av 5,39 km², varav 4,37 km² land, och hade 1 962 invånare.
Senast den 1 januari 1941 utbröts köpingen ur Ärtemarks jordregistersocken i avseende på fastighetsredovisningen.
Den 1 januari 1952 (enligt beslut den 23 februari 1951) överfördes till köpingen från Ärtemarks landskommun ett område (hemmanet Södra Grean nummer 2 samt delar av hemmanen Norra Grean, Huvudgingen, Södra Sidan nummer 3 och Mellan Sidan nummer 2) med 243 invånare och omfattande en areal av 10,25 km², varav 8,03 km² land. Området överfördes till köpingen från Ärtemarks socken även i avseende på fastighetsredovisningen.
1 januari 1971 lades köpingen samman med Lelångs, Steneby och Bäckefors landskommuner och bildade den nya Bengtsfors kommun.

### Kyrklig tillhörighet
I kyrkligt hänseende tillhörde köpingen Ärtemarks församling.

## Kommunvapen
Blasonering: I rött en uppskjutande genomgående bro med två valv och däröver en merkuriestav, allt av silver.
Vapnet antogs 1946 där merkuriestaven syftar på handel och bron på den så kallade "Bengtsbroa". Vapnet kom sedan att antas även för den nya Bengtsfors kommun.

## Geografi
Bengtsfors köping omfattade den 1 januari 1952 en areal av 15,64 km², varav 12,40 km² land.

### Tätorter i köpingen 1960
I Bengtsfors köping fanns tätorten Bengtsfors, som hade 3 149 invånare den 1 november 1960. Tätortsgraden i köpingen var då 93,3 procent.

## Näringsliv
Vid folkräkningen den 31 december 1950 var befolkningen i köpingens huvudnäring uppdelad på följande sätt:
- 56,6 procent av befolkningen levde av industri och hantverk
- 15,0 procent av handel
- 10,8 procent av samfärdsel
- 7,3 procent av offentliga tjänster m.m.
- 5,5 procent av jordbruk med binäringar
- 2,1 procent av husligt arbete
- 0,0 procent av gruvbrytning
- 2,6 procent av ospecificerad verksamhet.

Av den förvärvsarbetande befolkningen jobbade bland annat 19,6 procent med pappers- och grafisk industri, 15,1 procent med varuhandel samt 11,4 procent med byggnadsverksamhet. 65 av förvärvsarbetarna (4,4 procent) hade sin arbetsplats utanför köpingen.

## Politik

### Mandatfördelning i valen 1938-1966
| 10 | 3 | 7 |

| 20 |

| 2 | 11 | 4 | 3 |

| 20 |

| 3 | 11 | 1 | 4 | 1 |

| 19 |

| 9 | 4 | 5 | 2 |

| 20 |

| 19 | 8 | 3 |

| 26 |

| 15 | 2 | 9 | 4 |

| 25 | 5 |

| 16 | 3 | 8 | 3 |

| 26 |

| 14 | 4 | 8 | 4 |

| 27 |

### Fotnoter
1. ↑   (PDF) Folkräkningen den 31 december 1930, I, Areal och folkmängd inom särskilda förvaltningsområden m.m., Befolkningsagglomerationer. Stockholm: Statistiska centralbyrån. 1935. sid. 72. Arkiverad från originalet den 26 oktober 2014. https://www.webcitation.org/6TbpmPsGq?url=http://www.scb.se/Grupp/Hitta_statistik/Historisk_statistik/_Dokument/SOS/Folkrakningen_1930_1.pdf. Läst 26 oktober 2014 Arkiverad 24 september 2015 hämtat från the Wayback Machine.
2. ↑  (PDF) Statistiska centralbyrån: Folkmängden inom administrativa områden den 31 december 1925. Läst 2 november 2015
3. ↑   (PDF) Folkräkningen den 31 december 1940, I, Areal och folkmängd inom särskilda förvaltningsområden m.m., Befolkningsagglomerationer. Stockholm: Statistiska centralbyrån. 1942. sid. 60. Arkiverad från originalet den 9 oktober 2014. https://www.webcitation.org/6TCcNWXzt?url=http://www.scb.se/Grupp/Hitta_statistik/Historisk_statistik/_Dokument/SOS/Folkrakningen_1940_1.pdf. Läst 9 oktober 2014 Arkiverad 1 november 2013 hämtat från the Wayback Machine.
4. 1 2   (PDF) Folkräkningen den 31 december 1950, I, Areal och folkmängd inom särskilda förvaltningsområden m.m., Tätorter. Stockholm: Statistiska centralbyrån. 1952-05-19. sid. 70. Arkiverad från originalet den 1 oktober 2014. https://www.webcitation.org/6T09ZkyrB?url=http://www.scb.se/Grupp/Hitta_statistik/Historisk_statistik/_Dokument/SOS/Folkrakningen_1950_1.pdf. Läst 9 oktober 2014 Arkiverad 29 oktober 2013 hämtat från the Wayback Machine.
5. ↑  Andersson, Per (1993). Sveriges kommunindelning 1863–1993. Mjölby: Draking. Libris 7766806. ISBN 91-87784-05-X
6. ↑  ”Förteckning (Sveriges församlingar genom tiderna)”. Skatteverket. 1989. http://www.skatteverket.se/privat/folkbokforing/omfolkbokforing/folkbokforingigaridag/sverigesforsamlingargenomtiderna/forteckning.4.18e1b10334ebe8bc80003999.html. Läst 17 december 2013.
7. ↑   (PDF) Folkräkningen den 1 november 1960, II, Folkmängd inom tätorter efter kön, ålder och civilstånd.. Stockholm: Statistiska centralbyrån. 1961-10-31. sid. 18. Arkiverad från originalet den 29 juni 2015. https://www.webcitation.org/6ZeEB9Ija?url=http://www.scb.se/Grupp/Hitta_statistik/Historisk_statistik/_Dokument/SOS/Folkrakningen_1960_02.pdf. Läst 30 juni 2015 Arkiverad 24 september 2015 hämtat från the Wayback Machine.
8. 1 2   (PDF) Folkräkningen den 31 december 1950, IV, Totala räkningen: folkmängden efter yrke i kommuner, församlingar och tätorter. Stockholm: Statistiska centralbyrån. 1954-10-08. sid. 108-109. Arkiverad från originalet den 30 juni 2015. https://www.webcitation.org/6Zfas4HUP?url=http://www.scb.se/Grupp/Hitta_statistik/Historisk_statistik/_Dokument/SOS/Folkrakningen_1950_4.pdf. Läst 30 juni 2015 Arkiverad 24 september 2015 hämtat från the Wayback Machine.